# Liste de films tournés dans le département de Vaucluse
Un certain nombre d'œuvres cinématographiques et télévisuelles ont été tournés dans le département de Vaucluse.
Voici une liste à compléter de films, téléfilms, feuilletons télévisés, films documentaires... tournés dans le département de Vaucluse, classés par commune, lieu de tournage et date de diffusion.

## A
- Haut – A
- B
- C
- D
- E
- F
- G
- H
- I
- J
- K
- L
- M
- N
- O
- P
- Q
- R
- S
- T
- U
- V
- W
- X
- Y
- Z

- Plateau d'Albion
  - 1987 : Tandem de Patrice Leconte

- Ansouis
  - 1986 : Jean de Florette de Claude Berri
  - 1986 : Manon des sources de Claude Berri

- Apt
  - 1977 : Le Pays bleu de Jean-Charles Tacchella
  - 1995 : Gazon maudit de Josiane Balasko[1]
  - 2000 : Les Glaneurs et la Glaneuse de Agnès Varda[2]
  - 2003 : 18 ans après de Coline Serreau
  - 2006 : Gaspard le bandit, téléfilm de Benoît Jacquot
  - 2022 : Addict, série télévisée de Didier Le Pêcheur (lycée Charles de Gaulle)

- Avignon
  - 1934 : Minuit, place Pigalle de Roger Richebé
  - 1956 : Je plaide non coupable d'Edmond T. Gréville
  - 1960 : Les Honneurs de la guerre de Jean Dewever[3]
  - 1970 : La Dame dans l'auto avec des lunettes et un fusil d'Anatole Litvak
  - 1972 : Les Fous du stade de Claude Zidi
  - 1972 :  La Demoiselle d'Avignon de Michel Wyn (feuilleton télévisé)
  - 1988 : L'Étudiante de Claude Pinoteau
  - 1995 : Le Hussard sur le toit de Jean-Paul Rappeneau
  - 1995 : Gazon maudit de Josiane Balasko[4]
  - 1998 : Victor… pendant qu'il est trop tard de Sandrine Veysset
  - 2000 : Les Glaneurs et la Glaneuse de Agnès Varda[2]
  - 2001 : La Grande Vie ! de Philippe Dajoux[5]
  - 2001 : La Répétition de Catherine Corsini
  - 2001 : Toutes les nuits d'Eugène Green
  - 2003 : 18 ans après de Coline Serreau
  - 2003 : Bienvenue au gîte de Claude Duty
  - 2003 : L'Affaire Dominici de Pierre Boutron (téléfilm)
  - 2005 : Une grande année de Ridley Scott
  - 2007 : Les Vacances de Mr. Bean de Steve Bendelack
  - 2007 : Désengagement d'Amos Gitaï
  - 2007 : La Prophétie d'Avignon (Mini-série)
  - 2008 : Le Bruit des gens autour de Diastème
  - 2008 : Parlez-moi de la pluie d'Agnès Jaoui
  - 2010 : Un balcon sur la mer de Nicole Garcia
  - 2010 : L'Immortel de Richard Berry
  - 2012 : Inquisitio de Nicolas Cuche et Lionel Pasquier (série télévisée)
  - 2014 : Mea Culpa de Fred Cavayé
  - 2023 : Allegro de Vincent Bonet

## B
- Haut – A
- B
- C
- D
- E
- F
- G
- H
- I
- J
- K
- L
- M
- N
- O
- P
- Q
- R
- S
- T
- U
- V
- W
- X
- Y
- Z

- Beaumettes
  - 2022 : Addict, série télévisée de Didier Le Pêcheur

- Bonnieux
  - 1999 : Passion of Mind d'Alain Berliner
  - 2000 : Les Glaneurs et la Glaneuse de Agnès Varda[2]
  - 2003 : Swimming Pool de François Ozon
  - 2005 : Une grande année de Ridley Scott
  - 2012 : Inquisitio série télévisée de Nicolas Cuche et Lionel Pasquier[6]

- Buoux
  - 1999 : Passion of Mind d'Alain Berliner
  - 2006 : Gaspard le bandit, téléfilm de Benoît Jacquot
  - 2022 : Addict, série télévisée de Didier Le Pêcheur

## C
- Haut – A
- B
- C
- D
- E
- F
- G
- H
- I
- J
- K
- L
- M
- N
- O
- P
- Q
- R
- S
- T
- U
- V
- W
- X
- Y
- Z

- Cabrières-d'Avignon
  - 2003 : 18 ans après de Coline Serreau

- Cadenet
  - 1963 : Le Voyage à Biarritz de Gilles Grangier (place du Tambour d'Arcole pour le "Café de la Gare", et place du Chanvre pour la librairie)
  - 1989 : Moitié-Moitié de Paul Boujenah (dans le village)
  - 2000 : D'un rêve à l'autre d'Alain Berliner (au bar des Amis)
  - 2008 : Bienvenue chez les Ch'tis de Dany Boon (scènes à l'école, sur le Boulevard Liberté)

- Carpentras
  - 1983 : L'Été meurtrier de Jean Becker

- Cavaillon
  - 1970 : Heureux qui comme Ulysse d'Henri Colpi
  - 1978 : Le Sucre de Jacques Rouffio : 18 cours Bournissac
  - 1984 : L'Amour en héritage de Kevin Connor et Douglas Hickox (minisérie)
  - 1995 : Gazon maudit de Josiane Balasko : Maison Lafaye sur la colline Saint-Jacques
  - 2003 : Un été de canicule de Sébastien Grall : Centre Hospitalier de Cavaillon, 119 avenue Georges Clemenceau
  - 2007 : Les Vacances de Mr. Bean de Steve Bendelack  : quai de la Gare et Place du Clos
  - 2008 : Le Bruit du bonheur de Eric Tellene
  - 2011 : La Fille du puisatier de Daniel Auteuil : cours Bournissac

- Cucuron
  - 1995 : Le Hussard sur le toit de Jean-Paul Rappeneau
  - 2022 : Addict, série télévisée de Didier Le Pêcheur

## D
- Haut – A
- B
- C
- D
- E
- F
- G
- H
- I
- J
- K
- L
- M
- N
- O
- P
- Q
- R
- S
- T
- U
- V
- W
- X
- Y
- Z

## E
- Haut – A
- B
- C
- D
- E
- F
- G
- H
- I
- J
- K
- L
- M
- N
- O
- P
- Q
- R
- S
- T
- U
- V
- W
- X
- Y
- Z

## F
- Haut – A
- B
- C
- D
- E
- F
- G
- H
- I
- J
- K
- L
- M
- N
- O
- P
- Q
- R
- S
- T
- U
- V
- W
- X
- Y
- Z

## G
- Haut – A
- B
- C
- D
- E
- F
- G
- H
- I
- J
- K
- L
- M
- N
- O
- P
- Q
- R
- S
- T
- U
- V
- W
- X
- Y
- Z

- Gargas
  - 2006 : Gaspard le bandit, téléfilm de Benoît Jacquot
  - 2022 : Le Saut du diable 2 : le Sentier des loups téléfilm de Julien Seri

- Gignac
  - 2006 : Gaspard le bandit, téléfilm de Benoît Jacquot

- Gordes
  - 1983 : L'Été meurtrier de Jean Becker
  - 1984 : L'Amour en héritage de Kevin Connor et Douglas Hickox (minisérie)
  - 1995 : Gazon maudit de Josiane Balasko
  - 2003 : 18 ans après de Coline Serreau
  - 2005 : Une grande année de Ridley Scott
  - 2007 : Ce soir je dors chez toi d'Olivier Baroux
  - 2007 : Les Vacances de Mr. Bean de Steve Bendelack
  - 2012 : Inquisitio série télévisée de Nicolas Cuche et Lionel Pasquier

- Goult
  - 2003 : 18 ans après de Coline Serreau

- Grambois
  - 1990 : Le Gloire de mon Père de Yves Robert
  - 1990 : Le Château de ma mère de Yves Robert
  - 2006 :  Mafiosa d'Hugues Pagan
  - 2006 : Le Hameau de Guillaume Panariello
  - 2020 : Le Temps des Secrets de Christophe Barratier

## H
- Haut – A
- B
- C
- D
- E
- F
- G
- H
- I
- J
- K
- L
- M
- N
- O
- P
- Q
- R
- S
- T
- U
- V
- W
- X
- Y
- Z

## I
- Haut – A
- B
- C
- D
- E
- F
- G
- H
- I
- J
- K
- L
- M
- N
- O
- P
- Q
- R
- S
- T
- U
- V
- W
- X
- Y
- Z

## J
- Haut – A
- B
- C
- D
- E
- F
- G
- H
- I
- J
- K
- L
- M
- N
- O
- P
- Q
- R
- S
- T
- U
- V
- W
- X
- Y
- Z

- Joucas
  - 2007 : Ce soir je dors chez toi d'Olivier Baroux

## K
- Haut – A
- B
- C
- D
- E
- F
- G
- H
- I
- J
- K
- L
- M
- N
- O
- P
- Q
- R
- S
- T
- U
- V
- W
- X
- Y
- Z

## L
- Haut – A
- B
- C
- D
- E
- F
- G
- H
- I
- J
- K
- L
- M
- N
- O
- P
- Q
- R
- S
- T
- U
- V
- W
- X
- Y
- Z

- Lacoste
  - 1999 : Passion of Mind d'Alain Berliner
  - 2012 : Inquisitio série télévisée de Nicolas Cuche et Lionel Pasquier[6]

- L'Isle-sur-la-Sorgue
  - 1993 : Le Château des oliviers feuilleton télévisé de Nicolas Gessner

- Lourmarin
  - 1943 : Arlette et l'Amour de Robert Vernay
  - 1968 : Ce sacré grand-père de Jacques Poitrenaud
  - 1968 : La Maison des Bories de Jacques Doniol-Valcroze
  - 1998 : Les Savates du bon Dieu de Jean-Claude Brisseau
  - 1999 : Passion of Mind d'Alain Berliner
  - 2002 : Le Cœur des hommes de Marc Esposito
  - 2003 : 18 ans après de Coline Serreau
  - 2003 : Que la mort nous sépare d'Octavia de la Roche (court métrage)
  - 2006 : Le Cœur des hommes 2 de Marc Esposito
  - 2022 : Addict, série télévisée de Didier Le Pêcheur

- Massif du Luberon
  - 1981 : Les Babas cool de François Leterrier
  - 1994 : Grosse Fatigue de Michel Blanc

- Parc naturel régional du Luberon
  - 2006 : Gaspard le bandit, téléfilm de Benoît Jacquot

## M
- Haut – A
- B
- C
- D
- E
- F
- G
- H
- I
- J
- K
- L
- M
- N
- O
- P
- Q
- R
- S
- T
- U
- V
- W
- X
- Y
- Z

- Ménerbes
  - 1990 : Les Mouettes, téléfilm de Jean Chapot
  - 2003 : Swimming Pool de François Ozon
  - 2006 : Gaspard le bandit, téléfilm de Benoît Jacquot

- Mornas
  - 1923 : L'Inondation de Louis Delluc

## O
- Haut – A
- B
- C
- D
- E
- F
- G
- H
- I
- J
- K
- L
- M
- N
- O
- P
- Q
- R
- S
- T
- U
- V
- W
- X
- Y
- Z

- Oppède
  - 1995 : Gazon maudit de Josiane Balasko[7]
  - 2007 : Les Vacances de Mr. Bean de Steve Bendelack

- Orange
  - 1925 : L'Inondation de Louis Delluc[8].
  - 1937 : Gueule d'amour de Jean Grémillon[8].
  - 1963 :  La faim des machougas de Jean Flechet[8].
  - 1973 :  Une journée bien remplie  de Jean-Louis Trintignant[8].
  - 1987 :  Tandem de Patrice Leconte[8].
  - 2005 :  Les Chevaliers du Ciel de Gérard Pirès[8].

## P
- Haut – A
- B
- C
- D
- E
- F
- G
- H
- I
- J
- K
- L
- M
- N
- O
- P
- Q
- R
- S
- T
- U
- V
- W
- X
- Y
- Z

- Pertuis
  - 1995 : French Kiss[9]
  - 2004: Le Miroir de l'eau[10],[9],
  - 2008 : Mademoiselle Chambon[11],[9]

- Piolenc
  - 1923 : L'Inondation de Louis Delluc

## Q
- Haut – A
- B
- C
- D
- E
- F
- G
- H
- I
- J
- K
- L
- M
- N
- O
- P
- Q
- R
- S
- T
- U
- V
- W
- X
- Y
- Z

## R
- Haut – A
- B
- C
- D
- E
- F
- G
- H
- I
- J
- K
- L
- M
- N
- O
- P
- Q
- R
- S
- T
- U
- V
- W
- X
- Y
- Z

- Robion
  - 2006 : L'Homme de sa vie de Zabou Breitman

- Roussillon
  - 1970 : Heureux qui comme Ulysse d'Henri Colpi
  - 1992 : La Belle Histoire de Claude Lelouch
  - 1995 : Gazon maudit de Josiane Balasko
  - 2003 : 18 ans après de Coline Serreau
  - 2007 : Ce soir je dors chez toi d'Olivier Baroux

## S
- Haut – A
- B
- C
- D
- E
- F
- G
- H
- I
- J
- K
- L
- M
- N
- O
- P
- Q
- R
- S
- T
- U
- V
- W
- X
- Y
- Z

- Saint-Saturnin-lès-Apt
  - 2003 : 18 ans après de Coline Serreau
  - 2006 : Gaspard le bandit, téléfilm de Benoît Jacquot

- Sannes
  - 2022 : Addict, série télévisée de Didier Le Pêcheur (Château de Sannes)

## T
- Haut – A
- B
- C
- D
- E
- F
- G
- H
- I
- J
- K
- L
- M
- N
- O
- P
- Q
- R
- S
- T
- U
- V
- W
- X
- Y
- Z

## U
- Haut – A
- B
- C
- D
- E
- F
- G
- H
- I
- J
- K
- L
- M
- N
- O
- P
- Q
- R
- S
- T
- U
- V
- W
- X
- Y
- Z

## V
- Haut – A
- B
- C
- D
- E
- F
- G
- H
- I
- J
- K
- L
- M
- N
- O
- P
- Q
- R
- S
- T
- U
- V
- W
- X
- Y
- Z

- Vaison-la-Romaine

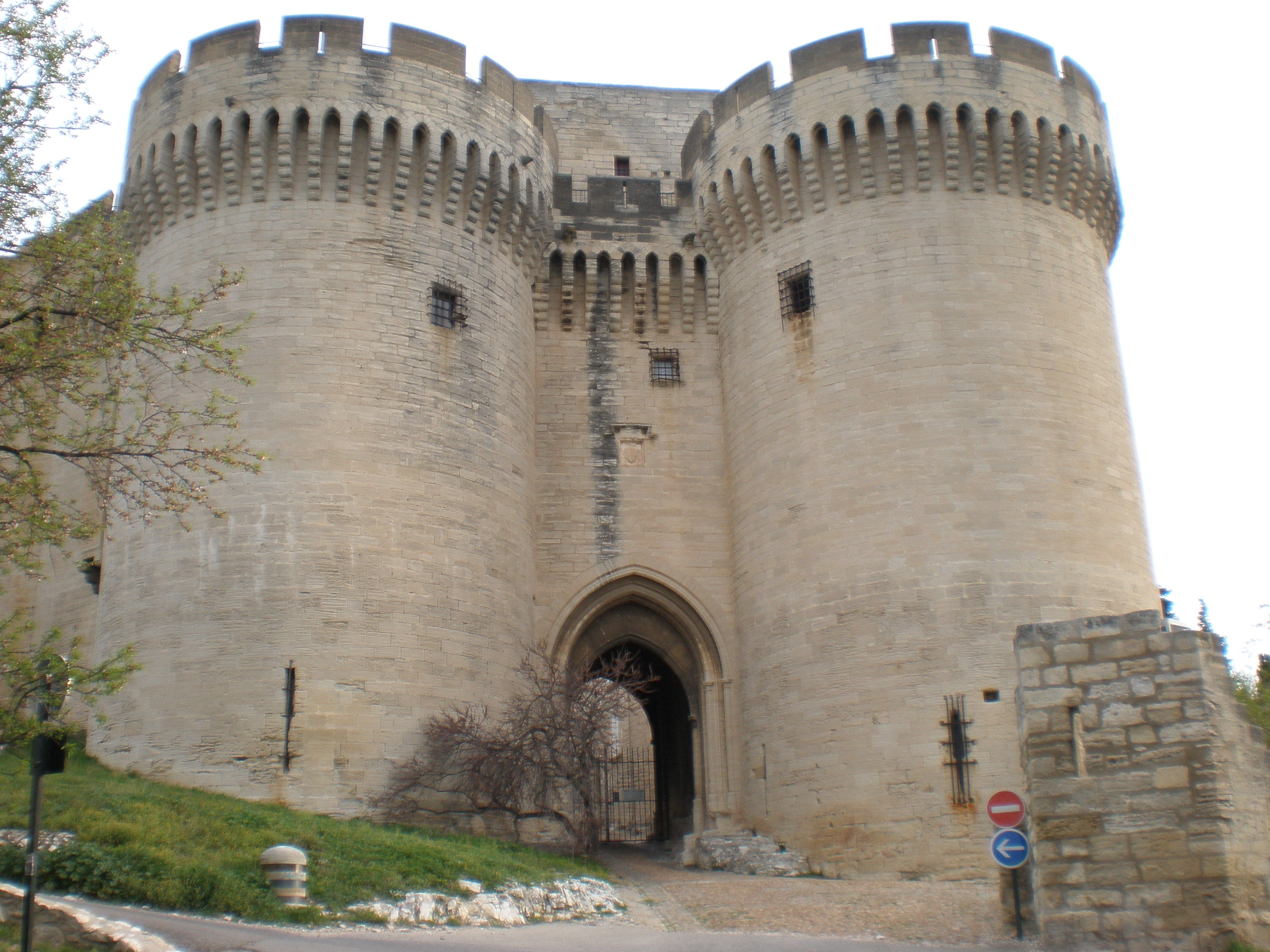
Le Fort Saint-André lieu de tournage de Inquisitio

  - 1954: Le Mouton à cinq pattes d'Henri Verneuil
  - 1993 : Tango de Patrice Leconte

- Vaugines
  - 1986 : Jean de Florette de Claude Berri
  - 1986 : Manon des sources de Claude Berri

- Velleron
  - 1983 : Le Braconnier de Dieu de Jean-Pierre Darras

- Viens : 
  - 2009 : Cet été-là, téléfilm, d'Elisabeth Rappeneau

- Villedieu
  - 1992 : Les Années campagne de Philippe Leriche
  - 1997 : Série TV L'Instit de Pierre Grimblat et Didier Cohen avec Gérard Klein épisode « Frères de sang »
  - 1997 : Téléfilm Langevin : le secret de Patrick Jamain
  - 1997 : Téléfilm La Serre aux truffes de Jacques Audoir
  - 2005 : Le Goût des merveilles de Éric Besnard

- Villeneuve-lès-Avignon
  - 2012 : Inquisitio série télévisée de Nicolas Cuche et Lionel Pasquier, au Fort Saint-André

- Visan
  - 1993 : Tango de Patrice Leconte

## W
- Haut – A
- B
- C
- D
- E
- F
- G
- H
- I
- J
- K
- L
- M
- N
- O
- P
- Q
- R
- S
- T
- U
- V
- W
- X
- Y
- Z

## X
- Haut – A
- B
- C
- D
- E
- F
- G
- H
- I
- J
- K
- L
- M
- N
- O
- P
- Q
- R
- S
- T
- U
- V
- W
- X
- Y
- Z

## Y
- Haut – A
- B
- C
- D
- E
- F
- G
- H
- I
- J
- K
- L
- M
- N
- O
- P
- Q
- R
- S
- T
- U
- V
- W
- X
- Y
- Z

## Z
- Haut – A
- B
- C
- D
- E
- F
- G
- H
- I
- J
- K
- L
- M
- N
- O
- P
- Q
- R
- S
- T
- U
- V
- W
- X
- Y
- Z